# Duševní porucha

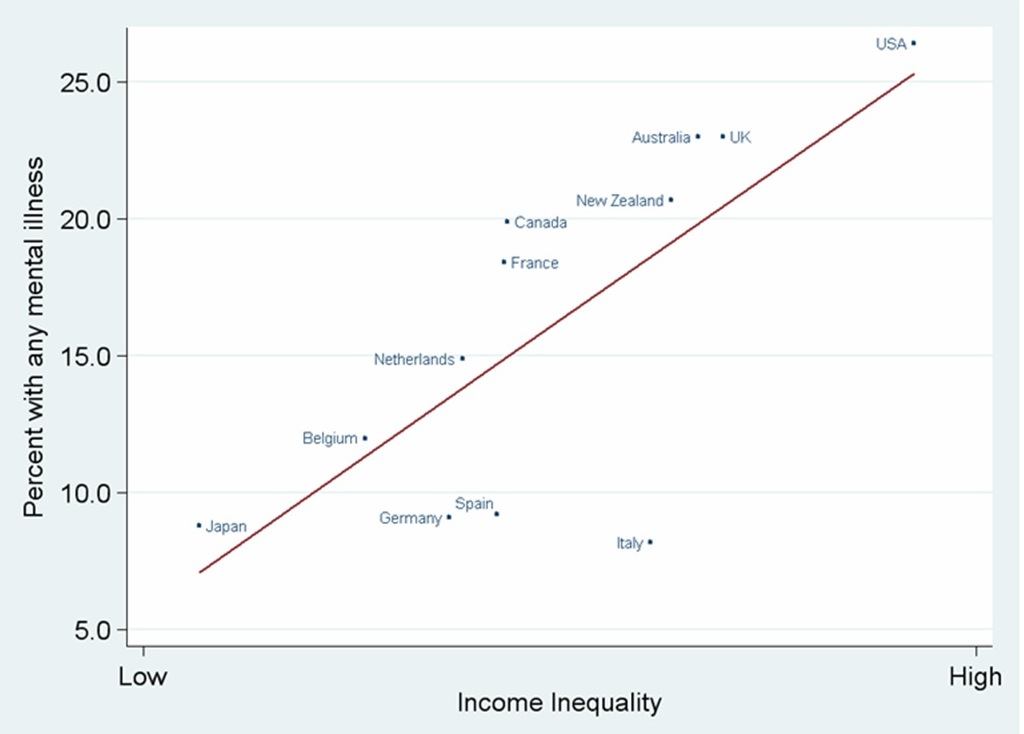
Graf znázorňující korelaci mezi vyšší ekonomickou nerovností obyvatelstva se zvýšeným výskytem duševních poruch

Duševní poruchy (nebo také psychické poruchy, duševní nemoci, duševní onemocnění, duševní choroby) představují skupinu onemocnění a poruch, které ovlivňují především lidské myšlení, prožívání nebo vztahy s okolím. Mnoho těchto poruch bylo popsáno na základě svých specifických znaků a příznaků (symptomů), které se druh od druhu liší.
Za duševní poruchy se označují jak stavy podmíněné vrozenými dispozicemi člověka, tak i stavy, u nichž se za rozhodující příčinu vzniku pokládá vliv prostředí a/nebo zažité trauma. Otázka zdali jsou pro duševní onemocnění rozhodující vrozené dispozice, nebo vnější vlivy je předmětem mnoha diskusí a zkoumání. Současné pojetí vzniku duševní poruchy však tvrdí, že na vzniku duševních chorob se (podobně jako u jiných nemocí) podílejí tři faktory – biologické (například patogeny), psychologické a sociální. Tyto faktory se mnohdy vzájemně prolínají a bývá obtížné je odlišit.
Osobnostní odchylka se označuje jako porucha osobnosti. Poruchy osobnosti jsou poddruhem duševních chorob. Jedná se o odchylné způsoby chování a reagování na široký okruh různých situací, které si daný jedinec obvykle uvědomuje a vnímá je jako normální, jemu vlastní. A to i přesto, že vedou ke konfliktům s okolím, což může působit bolest a utrpení jemu a/nebo ostatním.
Základem léčby duševních poruch jsou léky, které ovlivňují biologickou stránku nemoci, nezbytná je však také celá řada podpůrných psychosociálních intervencí, jakými jsou například psychoterapie, podpůrné skupiny, svépomoc, sociální práce a podobně.
Mezi rozšířená duševní onemocnění dnes patří deprese (která se globálně dle údajů WHO týká zhruba 300 milionů lidí), bipolární porucha (60 milionů), demence (50 milionů), schizofrenie (23 milionů) a další. Těžkou formou určité duševní poruchy pak trpí přibližně čtyři procenta světové populace. Dalším problémem, s nímž se lidé s duševním onemocněním potýkají, je také stigmatizace, diskriminace a sociální vyloučení, proti čemuž se snaží formou osvěty bojovat mnoho sociálních hnutí a neziskových organizací.

## Definice
Duševní poruchy jsou předmětem zkoumání celé řady oborů (psychopatologie, psychiatrie, psychologie), to mimo jiné působí nemalé obtíže při snaze definovat tento termín.
Jednou z možností jak definice duševní poruchy dosáhnout, je vymezit ji proti pojmu duševní zdraví. Zdraví je podle Světové zdravotnické organizace definováno jako „požitek z úplné pohody společenské, duševní a tělesné, nikoli jen nepřítomnost nemoci nebo poruchy.“ V tomto smyslu je tak duševní porucha vnímána jako nedostatek duševního zdraví.
Duševní zdraví a duševní porucha jsou však pojmy značně kulturně i názorově podmíněné, jejich obsah je tedy nepřesný, proměnlivý a není předmětem obecné shody. Přesné definování těchto pojmů je tedy těžké, protože se jedná o celou řadu konkrétních nemocí s jejich specifiky.
Je-li stanoveno jisté objektivní hledisko, na jehož základě je stav srovnáván s předem definovanou hodnotou, hovoříme o pojetí normativním. V tomto pojetí se definice duševní poruchy vymezuje jako stav „nenormální – chorobný, patologický“ oproti stavu „normálnímu - zdravému, fyziologickému“. Je však nutné dodat, že obecné normy jsou značně kulturně a časově podmíněny, proto je definice i v tomto pojetí poměrně diskutabilní.

## Názvosloví
Mezinárodní klasifikace nemocí MKN-10 v české verzi používá pro všechny obsažené diagnózy termín „porucha“, aby se vyhnula ještě větším problémům při užívání termínů „nemoc“ a „onemocnění“. Zdůrazňuje, že „porucha“ není přesný termín, ale v této klasifikaci je užíván pro označení existence klinicky rozpoznatelného souboru příznaků nebo chování, který je ve většině případů spojený s pocitem tísně nebo narušením funkce. Sociální deviace nebo samotný konflikt bez narušení osobního fungování však do klasifikace zahrnuty nejsou, protože neodpovídají definici duševní poruchy.
Nemoc vyplývá z patofyziologické reakce na vnější nebo vnitřní faktory zatímco porucha je psychologický vzorec spojený se stresem nebo zdravotním postižením, ke kterému dochází u jednotlivce a který není součástí daného vývoje.

## Společenské vnímání duševních poruch
Společenské vnímání duševních poruch je značně podmíněno dobovou a místní kulturou či společenskými normami (například homosexualita nebo leváctví byly ještě nedávno považovány za poruchy). Ve většině období lidských dějin se však s duševní poruchou pojilo určité stigma. V současnosti se tyto negativní postoje vážou nejen k samotným duševně nemocným, ale jsou zaměřeny také proti psychiatrii jako oboru. Ve společnosti se objevují i některé extrémy, jako popření psychických poruch a obvinění ze zneužívání psychiatrie, v rámci antipsychiatrického hnutí, které koncem 20. století aktivovaly nepříznivý postoj veřejnosti k psychiatrii.

## Diagnostika a klasifikace duševních poruch
Pro vhodnou diagnostiku, léčbu, či výzkum duševních poruch, byla v rámci klasifikace nemocí zavedena tzv. klasifikace duševních poruch. Klasifikaci nemocí lze definovat jako soustavu kategorií, do kterých jsou zařazovány chorobné jevy podle zavedených kritérií.
Na počátku 20. století bylo v klasifikacích rozlišováno jen několik desítek duševních poruch. Roku 1952 jich bylo už 192 a v roce 2000 uvedl Diagnostický a statistický manuál duševních poruch, 4. edice (DSM-4) již 374 duševních poruch. Tento nárůst je pravděpodobně způsoben dvěma faktory:
1. efektivnější diagnostikou a lepší charakteristikou duševních poruch, dosaženou více než stoletím výzkumu;
2. skutečně se zvyšujícím počtem duševních poruch, způsobeným hnacími faktory jako je dieta nebo stále rostoucí stres každodenního života.[zdroj?]

Diagnóza se stanoví na základě příznaků duševních poruch, a to jak chování a slovních projevů, tak někdy i na základě fyzického vyšetření (např. u drogových závislostí).

### Diagnostický a statistický manuál duševních poruch (DSM)
Jedná se o mezinárodně používanou příručku Americké psychiatrické společnosti (APA) pro klasifikaci a statistiku duševních poruch, ve které byly duševní poruchy rozděleny do skupin podle společných symptomů. Kromě kategorizování duševních poruch je v DSM definováno i mnoho jejich příznaků (jako je například paranoia). Ty zde samy o sobě nejsou považovány za nemoci, ale pouze za indikátory některých poruch.
Poprvé vyšla roku 1952, v současnosti platí verze DSM-5 z roku 2013, která vyšla v celé řadě překladů do jiných jazyků. Ve srovnání s předchozím vydáním DSM (DSM-4) přináší nová verze rozšíření v řadě oblastí. Jde především o vývojové, kulturní a genderové aspekty duševních poruch. Manuál také zpřístupňuje informace o funkčních důsledcích jednotlivých poruch. Je vhodné zmínit také fakt, že DSM-5 je konceptuálně v souladu s Mezinárodní klasifikací nemocí (ICD) Světové zdravotnické organizace, přestože se v pojetí některých poruch liší. DSM-5 ve druhé sekci rozděluje duševní poruchy do 22 kategorií:
| Název skupiny poruch (podle DSM-5)                                 | Příklady konkrétních duševních poruch                       |
| ------------------------------------------------------------------ | ----------------------------------------------------------- |
| Neurovývojové poruchy                                              | mentální retardace, autismus, ADHD                          |
| Poruchy schizofrenního spektra a jiné psychotické poruchy          | schizofrenie                                                |
| Bipolární a související poruchy                                    | bipolární afektivní porucha                                 |
| Depresivní poruchy                                                 | deprese, maniodepresivní psychóza                           |
| Úzkostné poruchy                                                   | generalizovaná úzkostná porucha                             |
| Obsedantně-kompulzivní a související poruchy                       | obsedantně kompulzivní porucha (OCD)                        |
| Traumatické poruchy a poruchy spojené se stresem                   | generalizovaná úzkostná porucha, akutní stresová reakce     |
| Disociativní poruchy                                               | disociativní porucha identity                               |
| Poruchy se somatickými příznaky a související poruchy              | münchhausenův syndrom, somatizační porucha                  |
| Poruchy příjmu potravy a jídelního chování                         | mentální anorexie, mentální bulimie                         |
| Eliminační poruchy                                                 | neorganická enuréza, neorganická enkopréza                  |
| Poruchy schématu spánek-bdění                                      | nespavost (insomnie)                                        |
| Sexuální dysfunkce                                                 | dyspareunie                                                 |
| Genderová dysforie                                                 | porucha pohlavní identity                                   |
| Disruptiva poruchy, poruchy ovládání impulzů a poruchy chování     | kleptomanie, trichotillomanie                               |
| Poruchy spojené s užíváním látek a poruchy se závislostí           | amnestický syndrom                                          |
| Neurokognitivní poruchy                                            | syndrom Kandinského                                         |
| Poruchy osobnosti                                                  | paranoidní porucha osobnosti, narcistická porucha osobnosti |
| Parafilní poruchy                                                  | pedofilie, sadomasochismus                                  |
| Jiné duševní poruchy                                               |                                                             |
| Abnormní pohyby vyvolané léky a jiné nežádoucí účinky léků         |                                                             |
| Jiné problémy, které se mohou dostat do centra klinické pozornosti |                                                             |

Americkým manuálem DSM byl inspirován i V. díl (diagnózy řady F) Mezinárodní klasifikace nemocí (MKN, ICD), který vydává Světová zdravotnická organizace (WHO). Mezinárodní klasifikaci nemocí schválila WHO v roce 2001.

### Mezinárodní statistická klasifikace nemocí a přidružených zdravotních problémů (MKN)
V České republice je platná Mezinárodní klasifikace nemocí tzv. MKN-10 od roku 1994. MKN je publikace Světové zdravotnické organizace (WHO), která kodifikuje systém označování a klasifikace lidských onemocnění, poruch, zdravotních problémů a dalších příznaků, situací či okolností. Prochází průběžnými aktualizacemi, poslední aktualizace je platná od 1. 1. 2014.
V kapitole Poruchy duševní a poruchy chování najdeme poruchy psychického vývoje, nikoliv příznaky, znaky a abnormální klinické a laboratorní nálezy. Kapitola obsahuje následující oddíly:
| Kód skupiny poruch | Název skupiny poruch (podle MKN 10)                                                                                            | Příklady konkrétních duševních poruch |
| ------------------ | --- | --- |
| F00–F09            | Organické duševní poruchy včetně symptomatických poruch (poruchy způsobené onemocněním, poraněním nebo jiným poškozením mozku) | vaskulární demence, demence u Alzheimerovy choroby, delirium vyvolané psychoaktivními látkami                                                                                          |
| F10–F19            | Duševní poruchy a poruchy chování způsobené užíváním psychoaktivních látek                                                     | chronický alkoholismus, toxikománie, alkoholická halucinóza, alkoholická paranoia |
| F20–F29            | Schizofrenie‚ poruchy schizotypální a poruchy s bludy                                                                          | schizofrenie, schizotypální porucha, poruchy s trvalými bludy, schizoafektivní poruchy                                                                                                 |
| F30–F39            | Afektivní poruchy (poruchy nálady)                                                                                             | bipolární afektivní porucha, periodická depresivní porucha, perzistentní afektivní poruchy                                                                                             |
| F40–F48            | Neurotické‚ stresové a somatoformní poruchy                                                                                    | obsedantně-nutkavá porucha, fobické úzkostné poruchy (agorafobie, sociální fobie apod.)                                                                                                |
| F50–F59            | Syndromy poruch chování‚ spojené s fyziologickými poruchami a somatickými faktory                                              | poruchy příjmu potravy (mentální anorexie, mentální bulimie apod.), neorganické poruchy spánku (nespavost, hypersomnie apod.)                                                          |
| F60–F69            | Poruchy osobnosti a chování u dospělých                                                                                        | schizoidní porucha osobnosti, histrionská porucha osobnosti, kleptomanie |
| F70–F79            | Mentální retardace | lehká mentální retardace, střední mentální retardace, těžká mentální retardace, hluboká mentální retardace                                                                             |
| F80–F89            | Poruchy psychického vývoje | expresivní porucha řeči, specifická porucha čtení, dětský autismus, Aspergerův syndrom                                                                                                 |
| F90–F98            | Poruchy chování a emocí se začátkem obvykle v dětství a v dospívání                                                            | porucha aktivity a pozornosti, socializovaná porucha chování, depresivní porucha chování, separační úzkostná porucha, elektivní mutismus, tiky (chronické motorické nebo vokální tiky) |
| F99                | Neurčené duševní poruchy | nezařaditelné duševní poruchy |

Mezinárodní klasifikace nemocí neklasifikuje osoby, ale pouze popisuje a přibližuje situaci každého jedince s ohledem na veškeré aspekty jeho zdraví. Schválení a přijetí MKN znamenalo zlepšení chápání zdraví osob s duševním onemocněním a změnu pohledu na termíny jednotlivých postižení.

## Právní zakotvení duševních poruch
V českém civilním právu se pojem duševní porucha prvně objevuje v občanském zákoníku (OZ) 1950, tento zákon však nenabízí žádnou legální definici. Ani pozdější civilní kodexy, myšlen OZ 1964 a OZ 2012, neupravují definici nebo vymezení pojmu duševní porucha, přestože ji používají. Z právního hlediska je nutné oddělit termíny duševní porucha a duševní nemoc, přičemž český právní řád operuje s pojmem „duševní porucha“. Mimo občanský zákoník je pojem duševní porucha také užíván v trestním zákoníku.

### Trestní zákoník
Termín duševní porucha je definován v zákonu č. 40/2009 Sb., trestní zákoník, v § 123. Zde se uvádí, že duševní poruchou se rozumí mimo duševní poruchy vyplývající z duševní nemoci i hluboká porucha vědomí, mentální retardace, těžká asociální porucha osobnosti nebo jiná těžká duševní nebo sexuální odchylka. Mezi těžké asociální poruchy osobnosti řadíme kupříkladu neschopnost vnímat pocity druhých, nedostatek empatie, neschopnost pocitů viny, nezodpovědnost a nerespektování norem a závazků atd. A v neposlední řadě jako jinou těžkou duševní nebo sexuální odchylku můžeme označit různé sexuální deviace.
Zásadním tématem spojeným s duševní poruchou v trestním právu je trestní odpovědnost. Pokud pachatel činu trpí duševní poruchou, trestní odpovědnost se sama o sobě nevylučuje. Vyloučena by byla tehdy, když by se k duševní poruše přidala buď neschopnost rozpoznat nebezpečnost činu pro společnost nebo neschopnost ovládat své jednání. Pro takové případy stanovuje trestní zákoník instituty nepříčetnosti a zmenšené příčetnosti. V § 47 potom přidává institut upuštění od potrestání za současného uložení ochranného léčení nebo zabezpečovací detence.

#### Nepříčetnost
Podle § 26 trestního zákoníku není za trestný čin odpovědný ten, kdo pro duševní poruchu v době spáchání činu nemohl rozpoznat jeho protiprávnost nebo ovládat své jednání. Příčetnost, resp. nepříčetnost, nelze zaměňovat se svéprávností (dříve způsobilostí k právním úkonům) z hlediska občanského práva. I ten, jehož svéprávnost byla soudem omezena, může být z hlediska příčetnosti pachatelem trestného činu, tzn. že v konkrétním případě je schopen rozpoznat s ohledem na své duševní schopnosti, že čin, kterého se dopouští, je protiprávní, a své jednání podle toho ovládat.
Duševní porucha, která je příčinou nepříčetnosti, může být přechodná a krátkodobá v rozsahu od několika sekund (porucha vědomí řidiče auta jako příčina dopravní nehody) do několika minut (epileptický záchvat) nebo může být dlouhodobějšího či trvalého rázu (schizofrenie).

#### Zmenšená příčetnost
Zmenšeně příčetný je podle § 27 trestního zákoníku ten, kdo pro duševní poruchu v době spáchání činu měl podstatně sníženou schopnost rozpoznat jeho protiprávnost nebo ovládat své jednání.

#### Upuštění od potrestání za současného uložení ochranného léčení nebo zabezpečovací detence
Podle § 47 trestního zákoníku může soud upustit od potrestání tehdy, jestliže pachatel spáchal trestný čin ve stavu zmenšené příčetnosti nebo ve stavu vyvolaném duševní poruchou, a soud má za to, že ochranné léčení, nebo zabezpečovací detence, kterou zároveň ukládá, zajistí nápravu pachatele a ochranu společnosti lépe než trest. Tohoto ustanovení se nepoužije, jestliže si pachatel stav zmenšené příčetnosti nebo duševní poruchu přivodil, byť i z nedbalosti, vlivem návykové látky.

### Občanský zákoník
Nový občanský zákoník nabyl účinnosti 1. 1. 2014. Co se týče duševních poruch, obsahuje zákon č. 89/2012 Sb., občanský zákoník nové instituty, které mají být použity subsidiárně před omezením svéprávnosti člověka, pokud je jeho schopnost právně jednat pro duševní poruchu narušena. Smyslem je, aby byla poskytnuta adekvátní pomoc a podpora člověku, který ji vzhledem ke svému stavu potřebuje, a dále pak, aby byl člověk subjektem jednání a bylo na něm činit v co nejširší možné míře konečné rozhodnutí. Těmito novými instituty občanského zákoníku jsou:

#### Předběžné prohlášení(§ 38–44 občanského zákoníku)
Jedná se o speciální preventivní prohlášení jako závazný projev vůle člověka učiněný pro případ, že posléze nebude schopen spravovat vlastní záležitosti. Člověk očekávající vlastní nezpůsobilost právně jednat, zejména v případě, kdy u sebe pozoruje postupné rozvíjení duševní poruchy, má podle zákona možnost učinit prohlášení o tom:
1. jak mají být spravovány jeho záležitosti,
2. kdo je má spravovat nebo
3. kdo má být případně ustanoven jeho opatrovníkem.[28]

Vlastní nezpůsobilost však nelze vždy očekávat. Může k ní dojít náhle, nepředvídatelně – např. úrazem s poraněním mozku, či po mozkové mrtvici. V takových případech člověk předběžné prohlášení učinit nestihne a k ochraně jeho zájmů bude třeba přistoupit jiným způsobem (např. jmenováním opatrovníka).

#### Nápomoc při rozhodování(§ 45–48 občanského zákoníku)
Jedná se o podpůrné opatření při narušení schopnosti osoby právně jednat. Jeho účelem je zajistit člověku s duševní poruchou dostatečnou míru možnosti svobodně jednat na základě jeho vůle a v rámci jeho možností, aniž by byly ohroženy jeho zájmy. Člověk, který poskytuje nápomoc při rozhodování se označuje jako podpůrce, a ten, který pomoc přijímá, jako podporovaný. Nápomoc při rozhodování je poskytována na základě smlouvy o nápomoci. Tato smlouva může být uzavřena jak v písemné, tak v ústní formě. V obou případech však musí být schválena soudem. Soud smlouvu neschválí, pokud zájmy podpůrce odporují zájmům podporovaného. Ze smlouvy musí být zřejmé, co má a nemá podpůrce dělat, jak má jednat a poskytovat svou pomoc. Podpůrce se smlouvou o nápomoci zavazuje, že bude přítomen při právních jednáních podporovaného, poskytne mu potřebné údaje a bude mu nápomocný radami.

#### Zastoupení členem domácnosti(§ 49–54 občanského zákoníku)
Jedná se o způsob ochrany oprávněných zájmů zletilé osoby s duševní poruchou při jednání s jinými osobami. Tuto osobu může zastupovat se souhlasem soudu její potomek, předek, sourozenec, manžel nebo partner, nebo osoba, která před vznikem zastoupení žila se zastoupeným ve společné domácnosti nejméně tři roky a je ochotna se daného zastoupení ujmout. Zastoupení může vzniknout jen se souhlasem soudu, přičemž se přihlíží k názoru a přání zastoupeného. Zástupce hraje roli především v běžných záležitostech života zastoupeného, zejména poskytování zdravotních a sociálních služeb a žádostí o přiznání dávek pomoci v hmotné nouzi, státní sociální podpory a sociálního zabezpečení.
Tato možnost právní ochrany pro osoby trpící duševní poruchou, která jim brání v samostatném právním jednání, představuje jeden ze způsobů, kterým se naplňuje příkaz čl. 19 Úmluvy o právech osob se zdravotním postižením umožnit těmto osobám žít v rámci společenství s možností volby.

#### Omezení svéprávnosti(§ 55–65 občanského zákoníku)
Dle § 16 občanského zákoníku se jednou získané svéprávnosti nelze nikdy vzdát a nelze jí člověka zbavit. Lidskou svéprávnost lze jen částečně omezit a to pouze v případě, je-li to v jeho zájmu, a pokud nepostačí mírnější opatření, zejména v případě trvalé duševní poruchy. O omezení svéprávnosti rozhoduje po zhlédnutí osoby pouze soud, přičemž v rozsudku vždy vymezí rozsah omezení a zároveň jmenuje opatrovníka. Každé omezení trvá nejdéle tři roky (je-li zjevné, že se stav člověka v této době nezlepší, tak až pět let), lze je však opakovaně prodloužit. Rozhodnutí o omezení svéprávnosti nicméně člověka nezbavuje práva samostatně právně jednat v běžných záležitostech každodenního života. Osoby, které byly soudem omezeny ve svéprávnosti, jsou v každodenním kontaktu s jinými lidmi a uspokojují své běžné potřeby. Výrok soudního rozhodnutí proto musí být formulován tak, aby omezení způsobilosti fakticky nesuplovalo její zbavení. Není třeba zasahovat do záležitostí, které si člověk dokáže i přes svůj handicap obstarat snadno sám (např. nákup potravin, hygienických potřeb, ošacení).
Tento institut je inspirován Úmluvou o právech osob se zdravotním postižením a Listinou základních práv a svobod. Samotný výkon práv je potom zaručen Ústavou České republiky.